# Bressoux
Bressoux (wa. Bressou, hist. Bressoux Lez Liège) – dzielnica (section) miasta Liège w Belgii, w Regionie Walońskim, w prowincji Liège, w okręgu Liège. 1 stycznia 2020 roku liczyła 12 579 mieszkańców. Do 31 grudnia 1976 r. samodzielna gmina.

## Demografia
Liczba mieszkańców, stan na 1 stycznia:
| Rok                | 1930   | 1947   | 1961   | 2020   |
| ------------------ | ------ | ------ | ------ | ------ |
| Liczba mieszkańców | 15 067 | 15 529 | 14 757 | 12 579 |